# Odbor za odbranu slobode misli i izražavanja
Odbor za odbranu misli i izražavanja (hr.: Odbor za obranu misli i izražavanja) je odbor koji je nastao na inicijativu inicijativu Dobrice Ćosića. Bio je to skup srbijanskih intelektualaca koji su imali za cilj da se bore protiv represije komunističkog režima u socijalističkoj Jugoslaviji.
Prvobitni plan Ćosića je bio da Odbor ima jugoslavenski karakter, pa je sa Slovencem Tarasom Kermaunerom i Hrvatom Rudijem Supekom imao dogovor da svatko u svojoj republici pošalje pisma istaknutim intelektualcima s pozivom da se priključe radu Odbora. Dok je Ćosić naišao na više nego dobar odziv, Karmauner je dobio pristanak trinaest slovenačkih ljubljanskih intelektualaca koji su bili spremni da se bore za građanska prava i slobodu govora, ali nitko od njih nije bio spreman da pristupi jugoslavenskom Odboru, a Supek je izjavio da u Zagrebu nema nikog osim njega tko bi učestvovao u tom odboru. Stoga su u odbor ušli samo srbijanski intelektualci.  
Ćosić u svojoj knjizi Piščevi zapisi 1981.—1991., piše da će nastojati da u Odbor učlani i Vojislava Koštunicu, do čega nije došlo.

## Članovi
- Dobrica Ćosić, književnik, član SANU
- Matija Bećković, književnik, član SANU
- Ljubomir Tadić, filozof, član SANU
- Dragoslav Mihailović, književnik, član SANU
- Mića Popović, slikar, član SANU
- Kosta Čavoški, pravnik, član SANU
- Dimitrije Bogdanović, povjesničar, član SANU
- Nikola Milošević, sveučilišni profesor, član SANU
- Tanasije Mladenović, književnik
- Gojko Nikoliš, član SANU
- Predrag Palavestra, član SANU
- Ivan Janković, znanstveni radnik
- Neca Jovanov, sveučilišni profesor
- Borislav Mihajlović Mihiz, književnik
- Radovan Samardžić, povjesničar, član SANU
- Dragoslav Srejović, arheolog, član SANU
- Mladen Srbinović, slikar, član SANU
- Mihailo Marković, sveučilišni profesor, član SANU
- Andrija Gams, pravnik

## Vanjske poveznice
- Zvončići slobode  Arhivirana inačica izvorne stranice od 7. rujna 2021. (Wayback Machine)